# Gud ger mera nåd
Gud ger mera nåd är en sång med text från 1928 av Annie Johnson Flint och musik från 1933 av Herbert Mitchell. John Ivar Lindestad översatte sången till svenska 1949.

## Publicerad i
- Frälsningsarméns sångbok 1968 som nr 285 under rubriken "Det Kristna Livet - Jubel och tacksägelse".
- Frälsningsarméns sångbok 1990 som nr 544 under rubriken "Erfarenhet och vittnesbörd".